# Le Dragon maudit
Pour plus de détails, voir Fiche technique et Distribution.
Le Dragon maudit (ルパン三世『燃えよ斬鉄剣, Rupan Sansei: Moeyo Zantetsuken) est un téléfilm d'animation japonais réalisé par Masaharu Okuwaki, diffusé en 1994.

## Synopsis
Lupin III et ses amis doivent retrouver la statuette nommé le Dragon Maudit.

## Fiche technique
- Titre : Le Dragon maudit
- Titre original : ルパン三世『燃えよ斬鉄剣』 (Rupan Sansei: Moeyo Zantetsuken)
- Réalisation : Masaharu Okuwaki
- Scénario : Nobuaki Kishima d'après Monkey Punch
- Direction de l'animation : Masatomo Sudo
- Direction artistique : Yukihiro Shibutani
- Direction de la photographie : Hajime Hasegawa
- Production : Tadahito Matsumoto, Yasumichi Ozaki et Kyo Ito
- Production exécutive : Hidehiko Takei
- Société de production : TMS Entertainment
- Musique : Yuji Ohno
- Pays d'origine : Japon
- Langue : japonais
- Genre : Policier
- Durée : 90 minutes
- Première date de diffusion :  29 juillet 1994

## Distribution

### Voix originales
- Yasuo Yamada : Lupin III
- Kiyoshi Kobayashi : Daisuke Jigen
- Makio Inoue : Goémon Ishikawa
- Eiko Masuyama : Fujiko Mine
- Gorō Naya : Inspecteur Zenigata
- Banjo Ginga : Gensai
- Junpei Takiguchi : Chin Chin-Chu
- Naoko Matsui : Kikyô

### Voix françaises
- Bruno Magne : Lupan
- Hervé Caradec : Daisuke Jigen
- Constantin Pappas : Goémon Ishikawa, Inspecteur Zenigata
- Nathalie Homs : Fujiko Mine
- Philippe Roullier : Gensai
- Thierry Murzeau : Chin Chin-Chu
- Nathalie Bleynie : Kikyô

Dans ce doublage français, Lupin a été renommé Lupan.
Source : Planète jeunesse

## DVD
Ce film a été édité en 2006 par Dybex dans un coffret avec Destination Danger.

## Autour du film
- Il s'agit du sixième téléfilm sur Lupin III.